# Paris-Saclay
A Paris-Saclay egy technológiai és tudományos park Saclay közelében, az Île-de-France-ban. Magában foglal kutatóintézeteket, két nagy francia egyetemet felsőoktatási intézményekkel (grandes écoles), valamint magáncégek kutatóközpontjait. 2013-ban a Technology Review a Paris-Saclay-t a világ 8 legjobb kutatási klasztere közé sorolta. 2014-ben a francia tudományos kutatási kapacitás közel 15%-át tette ki.
A legkorábbi települések az 1950-es évekből származnak, a terület az 1970-es, 2000-es években többször bővült. Jelenleg több kampuszfejlesztési projekt is folyamatban van, köztük egyes létesítmények áthelyezése.
A terület ma Európa számos legnagyobb high-tech vállalatának, valamint a két legjobb francia egyetemnek, az Párizs-Saclay Egyetem-nek (CentraleSupélec, ENS Paris-Saclay stb.) és az Institut polytechnique de Paris-nak (École Polytechnique, Télécom ParisTech, HEC Paris stb.). A 2020-as ARWU-rangsorban a Párizs-Saclay Egyetem a világ 14. helyén áll matematikában és 9. helyen a fizikában (1. Európában).
A cél az volt, hogy megerősítsék a klasztert egy olyan nemzetközi tudományos és technológiai központ létrehozása érdekében, amely felveheti a versenyt más csúcstechnológiás körzetekkel, mint például a Szilícium-völgy vagy a Cambridge, MA.